# Karidol
Karidol (mittelhochdeutsch Karidôl) ist im Iwein-Epos und in großen Teilen der deutschsprachigen Artusepik des Mittelalters der Hof von König Artus und bildet auch den Ausgangspunkt der Handlung. Eine englische Entsprechung ist Cardoel, Cardueil, Kardevyle (das Georg Friedrich Benecke mit Carlisle in Cumberland gleichsetzen wollte), eine weitere Caerleon in Wales, das Geoffrey von Monmouth mit Artus in Verbindung brachte. Im Erec und häufig im Lanzelet heißt der Ort Karadigân; wogegen sich das heute gerne mit Artus in Verbindung gebrachte Camelot in den Schriften von Chrétien de Troyes findet.
| Ez het der künec Artûs ze Karidôl in sîn hûs zeinen pfingesten geleit nâch rîcher gewonheit ein alsô schœne hôchzît deheine schœner nie gewan. | König Artus hatte zu Karidol an seinem Hof am Pfingstfest nach oft gepflegter Gewohnheit ein solch schönes Fest veranstaltet wie er es vorher und danach nicht mehr prächtiger gefeiert hatte. |

(Hartmann von Aue: Iwein. Übersetzt von Manfred Stange. Wiesbaden ³2006)